# Hydor

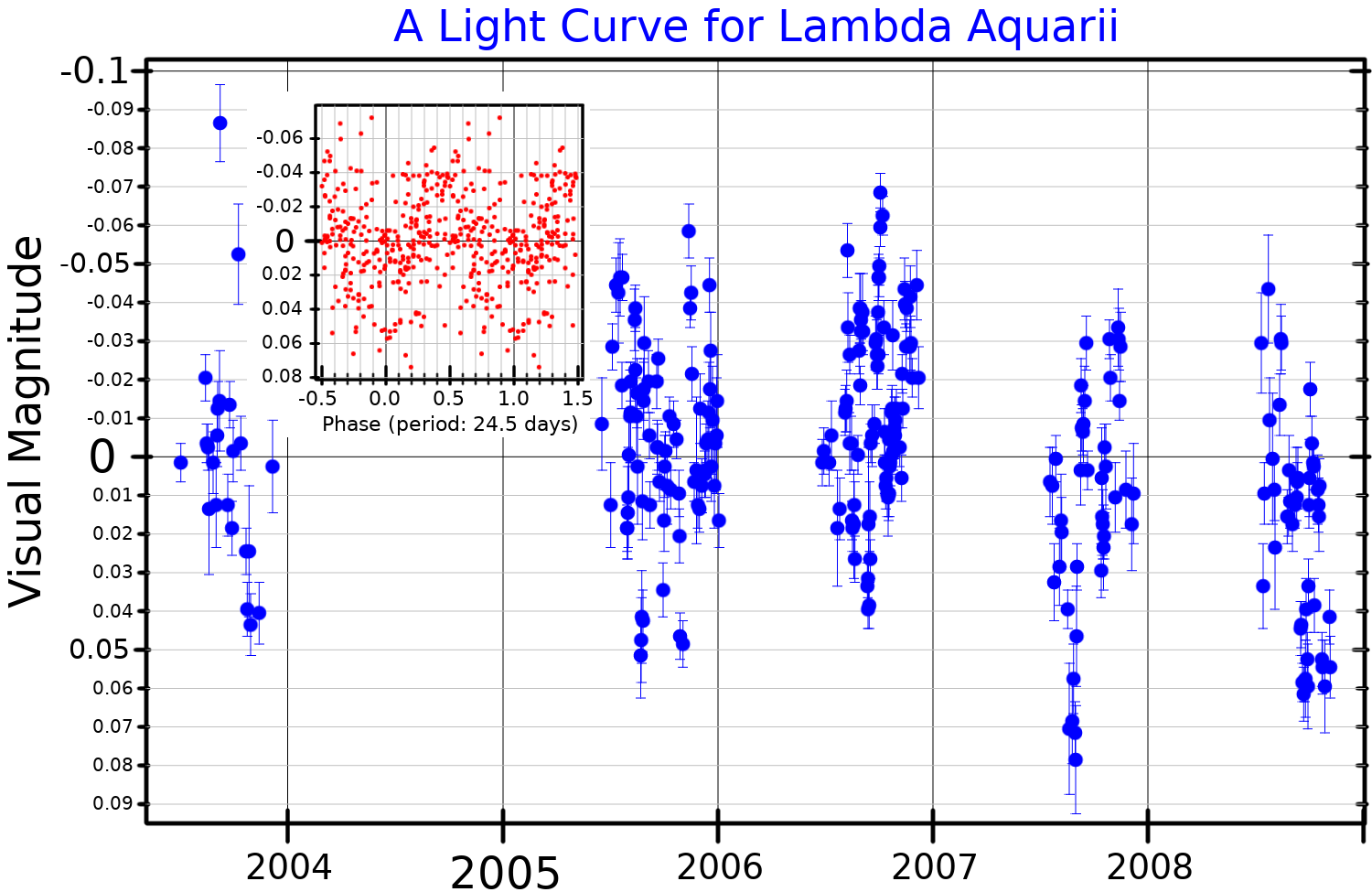
frecuencia de la luz

Hydor (λ Aquarii / λ Aqr / 73 Aquarii) es una estrella de magnitud aparente +3,73, la sexta más brillante de la constelación de Acuario. Su nombre proviene del griego antiguo ‘υδωρ y significa «agua». También recibe el nombre de Ekkhysis.
Distante 392 años luz del sistema solar, Hydor es una gigante roja de tipo espectral M2.5IIIa y 3555 K de temperatura efectiva. Como tal, es mucho más grande que el Sol, con un radio 100 veces mayor que el radio solar, equivalente a 0,5 UA.
Su luminosidad, incluyendo una gran parte de su energía que es emitida en el infrarrojo, es igual a la de 2210 soles. Además, es una estrella variable irregular de tipo LB, con oscilaciones en su brillo entre magnitud +3,70 y +3,80. Es una gigante roja por «segunda vez», pues en su núcleo el helio se ha transformado en oxígeno y carbono.
Con una edad de 440 millones de años, en un futuro no muy lejano expulsará sus capas exteriores para terminar sus días como una enana blanca.
Como se encuentra cerca de la eclíptica, Hydor es regularmente ocultada por la Luna.